# Evrosong 2004 Za Deca
Evrosong 2004 Za Deca (makedonska: Евросонг 2004 За Дека)  var Makedoniens uttagning till Junior Eurovision Song Contest 2004.
| Nr | Artist                                                                       | Melodi                    |
| -- | ---------------------------------------------------------------------------- | ------------------------- |
| 1  | Ljubinka Petruševska                                                         | "Na Vrata Tropa Ljubovta" |
| 2  | Elena Dimovska                                                               | "Ako Dojde Kraj"          |
| 3  | Gligor Dinev, Eva Hristovska, Ruben Jusuf, Veronika Šijak & Elena Jovanovska | "Gradski Fraer"           |
| 4  | Martina Siljanovska                                                          | "Zabava"                  |
| 5  | Marija Pavlovska                                                             | "Doždot"                  |
| 6  | Irana Atanasovska & Bojdan Smilevski                                         | "Nema Što Da Krieme"      |
| 7  | Robert Mitrov                                                                | "Te Sonuvam"              |
| 8  | Gordana Monevska                                                             | "Osamena"                 |
| 9  | Ivet Caro & Orchideja Dukovska                                               | "Angel Čuvar"             |
| 10 | Stefani Brzanova                                                             | "Gulapče At"              |